# Капудан-паша
Капуда́н-паша́ (осман. قپودان پاشا‎), или капудан-ы дерья (осман. قپودان دريا‎) — титул командующего флотом Османской империи с конца XVI века. Термин капудан-паша впервые был применён по отношению к Синану-паше в 1551 году. Установлено, что он использовался и для Пияле-паши в 1565 году. Следующими по ранжиру были терсане эмини, управляющий верфью, затем кетхуда, следивший за порядком на верфи, и терсане агасы, помощник командующего флотом.
До середины XVI века командующий флотом имел ранг санджак-бея Галлиполи. Со времени Хайреддина Барбароссы (1533—1546), когда османский флот находился на вершине могущества, командующий флотом возвысился до чина бейлербея и ранга визиря, и, кроме того, являлся членом дивана (Диван-и Хумаюн).
Капудан-паша являлся бейлербеем Джезаир-и Бахр-и Сефид — эялета островов Архипелага — в котором многие острова Эгейского и Средиземного морей имели статус санджаков. В военное время эялет должен был выставить определённое количество джебелю, а для морских кампаний — 4500 человек, не считая 1893 морских азапов. Дополнительно 3-4 тысячи человек набирались в Алжире, Тунисе и Ливии. Капудан-паша имел высокий доход, значительная часть которого, впрочем, шла на обеспечение многочисленной свиты.
В 1867 году институт каптан-и дерья был упразднён, хотя затем несколько раз восстанавливался; вместо него было создано министерство военно-морского флота (Бахрие Незарети), просуществовавшее с 1880 по 1927 год.
Наряду с Барбароссой, знаменитыми командующими были Улудж Али, участник битвы при Лепанто, и Джезаирли Гази Хасан-паша, участник Чесменского сражения, впоследствии великий визирь.